# Blitzkrieg (computerspil)
 For alternative betydninger, se Blitzkrieg (flertydig). (Se også artikler, som begynder med Blitzkrieg)
Blitzkrieg er et RTS-spil fra 2003, hvor man er chef for en hærenhed under 2. verdenskrig.

Man kan vælge at være vestallieret (brite og senere amerikaner), tysker eller sovjetborger.

Kampene kan spilles som en træfning i et af de historiske slag, som et tilfældigt opbygget slag, eller et spil, man selv har redigeret.

Slagmarken er en firkant set skråt foroven, og man kan zoome sig ind. Terrænet er kendt, men fjendens enheder er kun synlige ved tilstedeværelse af egne styrker.

## Enheder
Når en mission starter, får man tildelt nogle enheder. Hvis de dræbes, vil man i ganske få tilfælde få tildelt nye (f.eks. snigskytten). Missionerne er opdelt i delmissioner, og ved at udføre en delmission kan man få forstærkninger (f.eks. ved at erobre en bro kan man få kampvogne).

Tre af ens enheder kan overføre deres erfaring fra mission til mission. De starter som regular unit og kan arbejde sig op til veteranniveau. Hvis de dør i en mission, bliver erstatningens erfaringsniveau lavere.

Inden en ny mission begynder, får man mulighed for at udskifte nogle af enhederne, f.eks. panserværnskanon til haubits eller panservogn til kampvogn.

### Infanteri
Infanteriet er opdelt i 10-mandsgrupper, der kan styres samlet. Man kan med [C] opdele infanteristerne i mindre grupper, og med [Ctrl] kan man samle større infanterienheder. Dette gælder også for faldskærmstropper, mens snigskytterne fra starten er enkeltmandsgrupper.
Ulemperne ved infanterister er deres sårbarhed, langsommelighed og ringe ildkraft.
- Infanterister kan kamufleres og være svære at opdage, de kan anbringes i skyttegrave og bygninger for at øge deres beskyttelse.
- Soldater på march kan flyttes hurtigere ved at give dem et lift ovenpå kampvogne eller i lastvogne. Ved bevægelse over for fjendtlige styrker kan man med [Z] vælge at lade soldaterne storme frem eller at lade dem kravle uset mod dem.
- Infanteriets håndvåben har en ringe rækkevidde, og ildkraften kan forbedres ved at lade soldaterne observere de tunge våbens nedslag.

Uden infanteri vil det i mange tilfælde være umuligt at erobre landsbyer eller at forsvare disse. Den største fordel er dog, at deres tab let kan erstattes.

I hver 10-mandsgruppe er der en officer og i de fleste tilfælde en let maskingeværskytte og en panserværnsskytte. De 7-9 andre soldater er almindelige skytter; i begyndelsen er de riffelskytter som under 1. verdenskrig, senere overgår de på grund flere bykampe til at være maskinpistolskytter.
- Vestallieret:
  - Lee-Enfield riffel 1940-43.
  - Stengun maskinpistol 1943-44.
  - Thompson maskinpistol 1944-45 US.
- Tysker:
  - Mauser 98k riffel 1939-44.
  - MP40 (Maschinenpistole) maskinpistol 1941-44.
  - Sturmgewehr 44 automatriffel 1944-45.
- Sovjetunionen:
  - Mosin rifler 1939-42.
  - PPD (Pistolet-Pulemet Degtjarjova) maskinpistoler 1941-43.
  - PPSj (Pistolet Pulemet Spjagina) maskinpistoler 1944-45.

Panserværnsskytterne bruger panserbrydende projektiler i starten, men efterhånden som panseret bliver tykkere, overgår de til raketdrevne bazookaer og Panzerfaust.
- Vestallieret:
  - Boys 13,97 mm panserværnsriffel 1940-43.
  - Bazooka raketstyr 1944-45 US.
- Tysker:
  - PzB39 (PanzerBüchse) 7,92 mm panserværnsriffel 1939-43.
  - Panzerfaust 60 raketstyr 1944-45.
- Sovjetunionen:
  - PTRD (ProtivoTankovoje Ruzjo Degtjarjova) 14,5 mm panserværnsriffel 1941-45.
  - PTRS (ProtivoTankovoje Ruzjo Simonova) 14,5 mm panserværnsriffel 1942-44.

Soldaterne er som robotter; kender hverken til frygt, træthed eller smerte! Selvom nogle soldater har løbet rundt fra den ene ende af banen til den anden og er halvdøde af sår, vil de angribe overlegne fjendtlige styrker uden vrøvl!
Snigskytter kan vælge at være kamufleret, mens de sniger sig af sted. Deres kikkertsigte kan se længere end normale soldater. Når snigskytten har dræbt sit mål, skifter han selv position (for ikke at blive opdaget). Almindelige soldater kan ikke omdannes til snigskytter.

### Artilleri
Langtrækkende artilleri (12–20 km rækkevidde) bruges til at blødgøre fjenden. Med [Z] vil indirekte ild kunne vælges, og egne styrker i skudlinjen vil blive dræbt. Ved direkte ild [R] vil ens egne folk blive skånet. Præcisionen vil forbedres, hvis man tæt på målet har observatører (primært snigskytter og rekognosceringsfly, men alle enheder bortset fra jagerfly kan dirigere ilden. Haubitser har kortere rør end kanoner og skyder i krumme baner.

På kortet vil orange ringe spredes fra fjendens langtrækkende artilleri grundet akustisk efterretning. Modstanderen vil ligeledes kunne ’se’ ens artilleri, og artilleridueller kan opstå. Derfor er det vigtigt at opstille sine kanoner adskilt fra andre enheder (især lastvogne). Rækkevidden af eget artilleri ses ved at trykke på [Alt][R]. Kanoner bruger megen ammunition, og et gult ikon dukker op ved lav beholdning. Når al ammunitionen er bortskudt, vises ikonet i rødt.
Langtrækkende artilleri er effektivt mod stationære mål som betonbunkere, troppekoncentrationer, minefelter, fjendtligt artilleri og broer. Ulempen ved artilleriet er, at lastbiler er nødvendige for at flytte rundt på dem. Under transport kan artilleriet ikke skyde, og opstilling tager tid.
Kanonbesætningerne er udsatte, men med [F] kan de omgives af sandsække. Faldskærmstropper kan let indtage kanonstillinger, så de skal omgives af andre styrker.

Under 2. verdenskrig og i spillet udvikler artilleriet sig fra trukne kanoner til selvkørende artilleri og raketter (stalinorgler).

Panserværnskanoner er defensive våben, der kan gennembryde panseret på kampvogne og andre pansrede køretøjer. Deres rækkevidde er i spillet 1–2 km, og de skal kunne se deres mål. Man kan ikke angribe med panserværnskanoner, men man kan lægge sig i baghold for fjendens kampvogne.
Antiluftskyts har en høj skudkadence, men en lille kaliber. Dette er perfekt mod fly, da disse er svagt pansrede og bevæger sig hurtigt. I spillet kan antiluftskyts med lethed gøre det af med kampvogne. Antiluftskytsets besætning er ret udsat for kugler og sprængstykker, så derfor kom der selvkørende Wirbelwind, pansret antiluftskyts, i sidste halvdel af krigen. Antiluftskytset skyder automatisk på fjendtlige fly inden for rækkevidde.
Mortérer er små granatkastere, der kan flyttes af besætningen. Mortérer affyrer højeksplosive granater, der er bedst mod soldater og upansrede køretøjer. De har en kort rækkevidde, men kan skyde over huse. Man kan anbringe sine mortérer bag et hus og stadig beskyde fjenden.
Tunge maskingeværer kan kun affyres fra stativer og har en høj skudkadence. Kan flyttes af skytterne og bruges mod soldater, der angriber ens stillinger.
Sovjetunionen har i nogle baner jernbaneartilleri, der er pansret og har en lang rækkevidde. Nødvendigheden af skinner og et sårbart lokomotiv virker noget hæmmende.

### Panser
I begyndelsen af 2. verdenskrig var små kampvogne på 9-10 tons med tre mands besætning populære. De skulle blot give ildstøtte til infanteriet og havde små kanoner. Hjuldrevne panservogne på 4-5 tons blev brugt til rekognoscering og var hurtigere end de bæltedrevne kampvogne.

Britiske kampvogne som Matilda (27 t) var langsomme med relativt tykt panser og skulle bruges i en forsvarskamp.

Tyskerne gik ind for lynkrig, og deres kampvogne skulle kunne tilbagelægge adskillige kilometer. De tyske Panzer II og III havde et relativt tyndt panser for at spare vægt. De havde også relativt små kanoner (20–37 mm), da de var lettere, og der kunne medbringes flere granater. Den lavere vægt gjorde, at motorerne ikke behøvede at være så kraftige (140-300 HK), for at køretøjerne kunne bevæge sig hurtigt. Mindre motorer kræver en mindre mængde benzin og gør sammen med det større ammunitionslager de tyske kampvogne mindre afhængige af forsyningstropperne.

Da Hitler åbnede vestfronten i maj 1940, burde han have tabt. Den franske hær havde flere kampvogne end den tyske, og de tyske kampvogne havde svært ved at slå hul på det franske panser. Derimod kunne de franske kampvogne nemmere ødelægge det tyske panser. For at få kampvogne nok benyttede de tyske panserstyrker også tjekkiskbyggede PzKw38t og skolekampvogne (Panzer I). Ydermere var der også britiske kampvogne i Nordfrankrig.

Grunden til, at tyskerne vandt, var, at den tyske hær havde samlet sine kampvogne i panserdivisioner, der samlet angreb nogle få steder. De vestallierede kampvogne var spredt ud langs hele fronten, og de var integreret med andre hærenheder. Samtidigt virkede Luftwaffes Stukaer som et flyvende artilleri.
Versailles-traktaten forbød Tyskland at have kampvogne, hvorfor den tyske industri designede pansrede, bæltedrevne landbrugsmaskiner. Disse blev hemmeligt afprøvet i Sovjetunionen og Stalin fik værdifuld information om de tyske kampvogne. Russerne fremstillede i al hemmelighed T-34 og KV-1. KV-1 vejede 42 tons, mens T-34 kun vejede 26 tons. Siderne på T-34 skrånede, så mange skud ville rikochettere. De havde begge 76 mm kanoner og 500 HK motorer og var yderligere designet, så de var nemme at fremstille og reparere. De blev ikke brugt i Vinterkrigen 1939-40, og i begyndelsen af tyskernes invasion af Rusland mødte tyskerne kun T-26 (10,3 t). Da de tyske hære nærmede sig Moskva, mødte de både T-34 og KV-1-kampvogne og fik klø. De bedste tyske tanks Panzer IV havde 75 mm kanoner og vejede det samme som T-34, men uden skrånende sider. Lillebroren Panzer III kunne kun bære en 50 mm kanon i tårnet, men blev ombygget til panserjagere (uden tårn, men med en 75 mm kanon i skroget).

Først i november 1942 lykkedes det for tyskerne at kopiere T-34 i form af Panzer V Panther. Et våbenkapløb mellem Tyskland og Sovjetunionen kulminerede med den berømte tyske Panzer VI Tiger på 56 tons med en 88 mm kanon. Tigeren brugte en 650 HK dieselmotor, da det var lettere at fremstille dieselolie syntetisk. Motoren var for svag og måtte køre i høje omdrejninger med mekanisk nedbrud til følge.
USA havde brugt franske kampvogne under 1. verdenskrig og skulle starte forfra i 2. verdenskrig. Bilfabrikken Ford vandt en konkurrence om en amerikansk kampvogn. Sherman-kampvognen var konstrueret høj, fordi man i gamle dage anbragte borge højt oppe på bakketoppe. Dette var en konstruktionsfejl, da kampvogne ikke skal stikke op i landskabet. Amerikanerne ville bruge deres kampvogne til lynkrig og havde derfor relativt tyndt panser og små kanoner. For at undgå flere typer af brændstof og fordi motorcykler ikke kørte på diesel blev Sherman-kampvognen drevet af højoktanbenzin. De britiske kampvognsfabrikker kunne ikke selv producere nok, da bl.a. mange arbejdere var soldater, så Sherman-kampvognen blev standardkampvogn i de amerikanske, britiske, canadiske og frie franske hære.

De vestallierede havde mødt Tigerkampvogne i Nordafrika, men disse var prototyper, taget forhastet i brug. Terrænet i Italien havde været for bjergrigt til større panserslag, men efter D-dagen i 1944 mødte de vestallierede kun 90 Tigerkampvogne i Nordfrankrig. Disse få eksemplarer skabte panik blandt de vestallierede og gjorde, at Tigerkampvognen blev berømt. Højoktanbenzinen gjorde Sherman-tankene letantændelige, og mange tankbesætninger hængte sandsække og tømmer udenpå chassiset. Raketbevæbnede Typhoon jagerbombere måtte nedkæmpe de tyske Tigerkampvogne, før de mødte Sherman-kampvognene.
I spillet flyver tårnet af en ødelagt kampvogn, og efter et minuts tid forsvinder vraget. Rigtige kampvogne kan køre ind i mure og ødelægge små skure, i spillet kører de udenom husene. Egne kampvogne undgår omhyggeligt at køre over egne kravlende soldater, men man kan sagtens lade dem nedkøre fjendtlige soldater. Hvis man kommer for tæt på skyttegrave eller huse, vil fjenden kunne kaste klæbeminer eller lignende. Udsynet fra kampvognen er begrænset, så infanteri bør følges med dem i bymæssige miljøer.

Ved forsvarskamp vil [F] kunne dække bælterne med sandsække og mindske sårbarheden. [F] vil også kamuflere dem, så fjenden skal tættere på, før de skyder.

Når vitalitetsbjælken bliver gul, er det på tide at vende om for reparationer, især hvis det er en erfaren enhed. Når tunge og lette kampvogne kører sammen, vil de lette have en tendens til at nå først frem. Da de ikke kan tåle så meget, bør man føre de tunge og de lette hver for sig.

### Hjælpetropper
Efterhånden som egne styrker har bortskudt deres ammunition, kan man bruge lastvogne til at fylde efter. Dette skal helst gøres et stykke fra fronten, da lastvognene er ret sårbare. Hvis en kanonbesætning er blevet dræbt, kan lastvogne komme med nye besætninger, også til erobrede fjendtlige kanoner. Infanterister og artillerister kan ikke erstattes i totalt udslettede enheder.
Lastvogne er nødvendige for at flytte rundt på kanonerne, men små kanoner kan (langsomt) flyttes af artilleristerne, og store kanoner kræver store lastbiler. Infanteri kan hurtigt flyttes med lastvogne, men kan ikke skyde fra lastvognen og bliver meget sårbare.
Bjærgningskøretøjer medfører ingeniørtropper og mekanikere og er sårbare. De kan hverken trække kanoner eller transportere soldater eller ammunition. Ingeniørsoldaterne kan anlægge skyttegrave, pigtrådsspærringer og tankfælder samt udlægge og fjerne panser- og fodfolksminer.
Enkelte steder på kortet er der spøgelsesbroer, og dér kan ingeniørtropperne bygge feltbroer. Bygninger, broer, køretøjer og kanoner (herunder erobrede), der ikke er totalt ødelagte, kan blive repareret.
Både lastvogne og bjærgningskøretøjer løber tør for materialer og kører jævnligt i depoter. Ude i terrænet er der feltdepoter, der kan erobres. Chaufførerne på disse køretøjer skal overvåges konstant, ellers kører de de mærkeligste omveje, helst sådan at fjenden kan skyde på dem!
Feltambulancer findes kun på meget få baner og vil heale ens soldater i nærheden. Da fjenden ikke respekterer feltambulancernes Røde Kors mærker, skal de holdes bag fronten. I de fleste spil kan man lade de sårede gå ind i en bygning, og efter kort tid er de raske.
Stabsbiler og jeeps kan fragte snigskytter tættere på fronten og skulle indgyde tropperne moralsk støtte.

## Flystøtte
Som i virkelighedens verden kan man tilkalde flystøtte, men man kan ikke styre flyene, kun udvælge indsatspunktet. Når flyene har været i luften i et stykke tid, vender de om pga. brændstofmangel. Man kan kun have én type flystøtte ad gangen, hvilket giver et problem, hvis man har beordret et rekognosceringsfly af sted og pludselig bliver angrebet af bombefly uden at kunne tilkalde jagerfly.
Hvis et bombefly bliver skudt ned på en mission, betyder det, at næste gang man tilkalder bombefly, vil der mangle et fly. Som tysker vil man efterhånden mærke brændstofmanglen, idet der er længere mellem flystøtten, og i nogle af banerne (uanset nationalitet) vil der være rationering af flystøtten.
Snevejr, regnvejr og sandstorme vil afbryde flyvninger, også for fjenden.

### Rekognosceringsfly [Q]
Inden man trænger ind i en landsby, kan man bruge et rekognosceringsfly til at afsløre fjendens positioner. Man kan også bruge flyene til at få sit langtrækkende artilleri til at ramme præcist. De kan være i luften i lang tid over målet, men er sårbare over for antiluftskyts og jagerfly. De flyver enkeltvis og er til rådighed på alle baner.
- Vestallierede:
  - Westland Lysander – RAF – Norge, Frankrig, Afrika, Italien 1940-43
  - Lockheed F-4 Lightning – USAAF – Italien, D-dag 1943-45
- Tyskland:
  - Fieseler Fi 156 Storch – Polen, Frankrig, Afrika 1939-41
  - Focke-Wulf Fw 189 Uhu – Østfronten, Belgien 1941-45
- Sovjetunionen:
  - Polikarpov Po-2 Mule – Finland, Østfronten 1939-45

### Jagerfly [E]
For det meste har man adgang til to, dog af og til op til fire jagerfly. Disse bruges til at rydde himlen over et område af kortet for fjendtlige fly. Da man kun har lov til at have én slags flystøtte ad gangen, vil jagerflyene ikke kunne beskytte ens andre fly. Jagerflyene flyver højt og hurtigt og er næsten usårlige over for antiluftskyts, til gengæld kan de ikke se, hvad der foregår på jorden.

Når ens bombefly er blevet skudt ned, kan man godt hævne sig og tilkalde jagerfly. Det er forskelligt, hvem der vinder duellen!
- Vestallierede:
  - Hawker Hurricane Mk I – RAF – Norge, Vestfronten, Ørkenkrigen.
  - Spitfire Mk. II – RAF – Italien 1943.
  - P-51 Mustang – USAAF – D-dag, Ardennerne.
- Tyskland:
  - Messerschmitt Bf 109E – 1940-41
  - Messerschmitt Bf 109F – 1942-43
  - Focke Wulf FW 190A – 1943-44
- Sovjetunionen:
  - Jakovlev Jak-1 Frank – Barbarossa
  - Jakovlev Jak-7 Frank – Dnepr 1944

### Bombefly [W]
Bombefly kan bære store bombelaster, men er ikke særligt præcise. De kan bruges mod større, eventuelt stationære mål som broer, bunkere, troppekoncentrationer og skyttegrave. Egne styrker vil blive dræbt, hvis de rammes. Da de er sårbare over for antiluftskyts, bør man bruge snigskytter mod disse før et bombeangreb. Bombefly er lettere pansret og har defensive våben til brug mod jagerfly, men det er sjældent, at de nedskyder jagerfly.
Bombefly afsendes typisk fire ad gangen, men i en del spil er de kun to.
- Vestallierede:
  - Vickers Wellington – RAF – Norge, Vestfronten, Afrika 1940-42
  - B-25 Mitchell – USAAF – Italien 1943
  - B-24 Liberator – USAAF – D-dag 1944
- Tyskland:
  - Savoia-Marchetti SM-79 Sparviero – Règia Aeronautica – Afrika 1941
  - Heinkel He 111H – Luftwaffe – Østfronten 1941-43
- Sovjetunionen:
  - Tupolev TB-3 – 1939-41
  - Petljakov Pe-2 Buck – Kursk, Dnepr 1943-44

### Jagerbombere [R]
Jagerbombere er hurtige og manøvredygtige og kan udføre præcisionsangreb mod bevægelige mål som køretøjer og infanterister. De kan også nedkæmpe individuelle kanonstillinger og vil aldrig dræbe egne styrker. De er relativt pansrede, kan tåle lidt antiluftskyts og kan nogle gange skyde fly ned. De bruger bomber, kanoner og raketter, men løber hurtigt tør for ammunition. De kan derfor ikke bruges mod massive mål som betonbunkere og broer.

De afsendes 2-5 af gangen og bekæmper automatisk fjenderne i området.
- Vestallierede:
  - P-47 Thunderbolt – USAAF – Italien, D-dag 1943-45
- Tyskland:
  - Junkers Ju 87D Stuka – Vestfronten, Østfronten 1940-42
  - Henschel Hs 129 – Østfronten, Italien 1943-44
  - Messerschmitt Me 262A-2 – Tyskland 1945
- Sovjetunionen:
  - Iljusjin Il-2m3 Sjturmovik Bark – Østfronten 1942-45

### Transportfly [A]
Transportfly anvendes til at nedkaste tropper bag fjendens linjer. Det kan være en enkelt snigskytte eller 20 faldskærmsjægere pr. fly. Hvis man kan anmode om transportfly, drejer det sig om et enkelt fly, men i nogle spil vil udførelsen af en opgave udløse mange transportfly og en regn af faldskærmsjægere. Fjenden kan ikke indsætte transportfly.
Faldskærmsjægere er let bevæbnet, og overraskelsesmomentet er deres store styrke. De bør derfor ikke nedkastes over fjendtlige styrker, men på øde steder. Faldskærmsjægere kan bruges mod langtrækkende artilleri og stabe eller som baghold mod hjælpetropper osv. Transportfly er yderst sårbare over for antiluftskyts, og flyveruten bør være renset for fjender.

- Vestallierede:
  - C-47 Dakota – RAF – Tunesien 1943
  - Douglas C-47 Skytrain – USAAF – D-dag 1944
- Tyskland:
  - Junkers Ju 52/3m – Polen, Vestfronten 1939-41
  - Heinkel He 111H – Østfronten 1941-43 (He111H var et bombefly, indsat som faldskærmsfly!)
- Sovjetunionen:
  - Lisunov Li-2 Cab (C-47-klon) – Dnepr 1944

## Kritik
Det er ret urealistisk, at man kan køre over sine egne miner, mens fjendens kampvogne bliver standset.

Der er en del micromanagement, der både ødelægger spillet, men også forbedrer ens evner til at være tålmodig overfor andre mennesker i virkeligheden.

Lastvognene, der henter forsyninger, vil tit naivt prøve at køre til et depot midt blandt fjendens kugler.

De amerikanske fly har nationalkokarder på oversiden af begge vinger. I virkeligheden er der kun ét på oversiden af bagbords vinge og på undersiden af styrbords vinge.
Under 2. verdenskrig blev heste brugt til at trække kanoner og forsyningsvogne. I spillet ses ingen heste overhovedet.
Som vestallieret bliver man fra 1943 mere og mere amerikaniseret for til sidst udelukkende at være amerikaner. Briterne brugte meget amerikansk udstyr og kæmpede sammen med amerikanerne, men spillet kan give det forkerte indtryk, at Storbritannien trak sig ud af krigen i 1944.

## Vestallieret 1940-45
Man starter som major i den britiske hær i Narvik (Norge) i 1940 og kæmper mod tyskerne. Selvom briterne blev smidt ud af Norge, kan man godt vinde træfningen.

Til rådighed har man tre Humber panservogne, tre 25 pounder haubitser, tre Matador lastvogne, en Willy's Jeep (selv om den ikke fandtes primo 1940!), 40 tommy'er og en snigskytte med en Lee-Enfield riffel. Som luftstøtte kan man tilkalde et Lysander rekognosceringsfly eller to Hurricane jagerfly.

Opgaven er at indtage et jernbaneknudepunkt, og tyskerne har PaK38 panserværnskanoner, der med lethed kan nedkæmpe ens panservogne. Yderligere har de 105 mm haubitser til artilleridueller.

Snigskytten er yderst brugbar til at dræbe kanonbesætningerne og kommer med kommentarer som:Mess with the Best, Die like the Rest! og Scooping and Shooting.

Efter ens personlige sejr og de allieredes ydmygende nederlag i Narvik sendes man med British Expeditionary Force til Nordfrankrig.

## Tysker 1939-45
Den første mission foregår i 1939 under Hitlers lynkrig i Polen, hvor man er major i den tyske hær.

Under sin kommando har man tre lette Pz II kampvogne, en Sdkfz 222 panservogn, tre Opel Blitz lastvogne, en BMW med sidevogn, 60 soldater, men intet artilleri.

Man begynder på den ene bred af en flod, og polske tropper har gjort den nærmeste bro klar til sprængning. Eneste metode til at undgå sprængning er en Scharfschütze. Han kan nedkastes i faldskærm fra et Junkers 52/3m transportfly og kommer med kommentarer som:Auf Wiedersehen, Welt!, Ein guter Feind ist ein toter Feind!, Und tschyss! og Ich habe eine Kugel mit Ihrem Namen an!..

Når man er kommet over broen, vil den logiske vej indebære ubehagelige møder med 25 pounder haubitser og polske skyttegrave. Da polakkerne i spillet ikke har fly, kan man trygt lade et Fieseler Storch rekognosceringsfly finde en bagdør i det polske forsvar.

Selvom Tyskland erobrede Polen i 1939, kan man sagtens miste alle sine styrker og tabe træfningen.
Hvis man sejrer, er næste mission på vestfronten i 1940 i Operation Fall Gelb.

## Sovjetborger 1939-45
Man starter som mайор (major) i den Røde Hær under Vinterkrigen i 1939 mod finnerne.

Til rådighed har man tre T-26 lette kampvogne, tre BA-10/20 panserbiler, tre 122 mm haubitser, syv Komintern og ZIS-5 lastbiler, 140 soldater og en snigskytte med en Mosin riffel.

Som luftstøtte kan man tilkalde et Polikarpov rekognosceringsbiplan eller et stort Tupolev TB-3 bombefly.

Opgaven er at trænge igennem den finske Mannerheimlinje, og finnerne har adskillige beton- og jordbunkers, skyttegrave, britiske 25 pounder haubitser, men ingen fly!
Opgaven indbyder til typisk russisk damptromletaktik, og efter sejren springer man til sommeren 1941 under Operation Barbarossa.

## Nye udgaver
Blitzkrieg: Burning Horizon udvidelsespakke (2004), hvor man følger den tyske general/feltmarskal Rommel fra felttoget i vest i 1940 over Afrikakorpset til retrætekampene på vestfronten i 1944.
Blitzkrieg: Rolling Thunder udvidelsespakke (2004), hvor man følger den amerikanske general Patton fra invasionen i Nordafrika i 1942 over Sicilien til de afsluttende kampe i Ardennerne i 1945.